# Борздовский сельсовет
Борздовский сельсовет — административная единица на территории Оршанского района Витебской области Беларуси.

## Состав
Борздовский сельсовет включает 20 населённых пунктов:
- Бабичи — деревня.
- Борздовка — агрогородок.
- Бояры — деревня.
- Браздетчино — деревня.
- Будище — деревня.
- Горяны — деревня.
- Есипово — деревня.
- Загорельские — деревня.
- Крашино — деревня.
- Кушевка — деревня.
- Леоновка — деревня.
- Макаровка — деревня.
- Марковичи — деревня.
- Печище — деревня.
- Пригузки — деревня.
- Пугляи — деревня.
- Сидоровка — деревня.
- Судники — деревня.
- Турлаи — деревня.
- Чурилово — деревня.